# Cicuco (Colômbia)

Localização do município de Cicuco no departamento de Bolívar

Cicuco é um município do departamento de Bolívar, na Colômbia.